# Вулиця Рівненська (Луцьк)
Вулиця Рівненська — вулиця на північному сході Луцька. Одна з основних магістралей міста.
Бере початок від роздоріжжя проспекту Волі та вулиці Дубнівської біля Київського майдану й прямує в східному напрямку, де вливається в Автошлях Н 22.

## Забудова

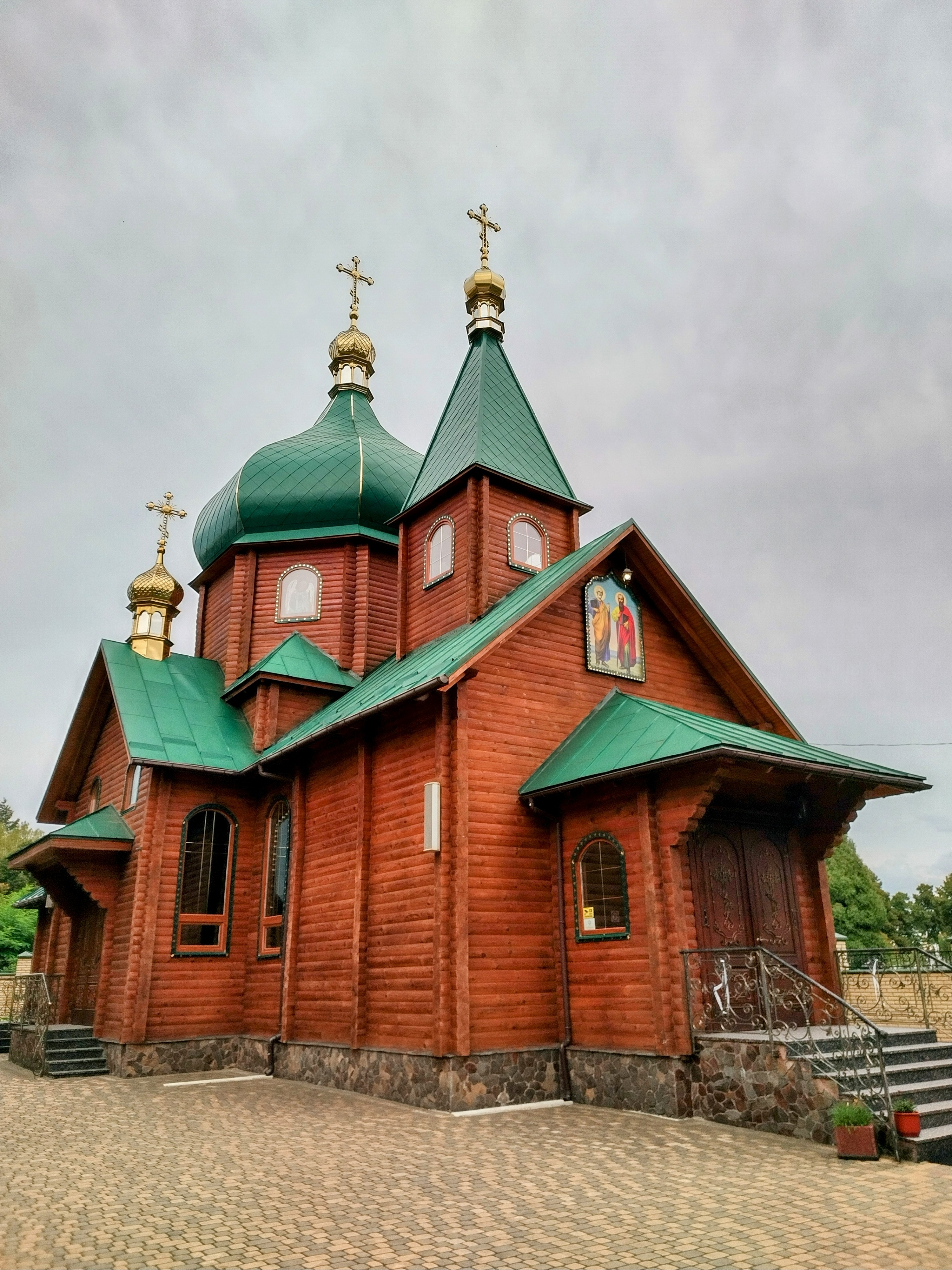
Свято-Петропавлівська церква

- № 42 — ДП «Автоскладальний завод № 1» ПАТ «Автомобільна компанія „Богдан Моторс“».
- № 50б — Свято-Петропавлівська церква.
- № 76а — ПАТ «Луцькпластмас».